# Villers-Marmery
Villers-Marmery é uma comuna francesa na região administrativa do Grande Leste, no departamento de Marne. Estende-se por uma área de 10.73 km², e possui 513 habitantes, segundo o censo de 2018, com uma densidade de 48 hab/km².